# Mohammad Karimi
Seyed Mohammad Karimi (en persa: سید محمد کریمی‎; Sarí, Mazandarán, 20 de junio de 1996) es un futbolista iraní que juega en la demarcación de centrocampista para el Sepahan S. C. de la Iran Pro League.

## Biografía
Empezó a formarse como futbolista en el FC Khooneh be Khooneh durante tres años, hasta que en 2017 subió al primer equipo e hizo su debut como futbolista. Un año más tarde, en 2018, fue traspasado al Sepahan FC, con el que debutó el 3 de agosto de 2018 en un partido de la Iran Pro League contra el Sepidrood Rasht FC, disputando los 90 minutos del encuentro.

## Clubes
| Club                     | País | Año       | Partidos | Goles |
| ------------------------ | ---- | --------- | -------- | ----- |
| F. C. Khooneh be Khooneh | Irán | 2017-2018 | 8        | 0     |
| Sepahan S. C.            | Irán | 2018-     | 201      | 10    |